# صعوبات القراءة
صعوبات القراءة الخاصة (Specific reading disability) 
- تعريف قسم التربية والعلوم: والذي استخدم في مصطلح صعوبات القراءة الخاصة لوصف الصعوبات التي تواجهها مجموعة من الأطفال الذين تقع قدراتهم في القراءة في مستوى اقل من مستوى قدراتهم الأخرى.[1]

- صعوبات القراءة الخاصة هي القصور الواضح والمستمر في القدرة على التقدم في قراءة الكلمات المطبوعة بحيث يحول بطء تقدم الطفل في منطقتي الصوتيات والطلاقة دون دخول ووصول الطفل إلى منطقة فهم المعنى.[2]

حيث يعرفان الطفل ذو صعوبات القراءة * الخاصة على انه ذلك الطفل الذي يقل مستوى القراءة لديه بمقدار سنتين وأربعة شهور عن المستوى المتوقع له بالنسبة لعمره أو لمستوى ذكائه.
- الطفل ذو صعوبة تعلم القراءة هو ذلك الطفل الذي يقع مستوى أدائه في اختبار الغلق باستخدام مؤشرات السياق Contextual Clues Test عند المئيني 10 فأقل والذي تقع مدى درجاته الخام ما بين الدرجة (1) والدرجة (20).[4]

## أنماط الصعوبات الخاصة بالقراءة
تعد صعوبات القراءة من أكثر الموضوعات انتشاراً بين الطلبة ذوي الصعوبات التعليمية، حيث تتمثل هذه الصعوبات فيما يلي: 
1. حذف بعض الكلمات أو أجزاء من الكلمة المقروءة، فمثلاً عبارة ( سافرت بالطائرة ) قد يقرأها الطالب ( سافر بالطائرة).
2. إضافة بعض الكلمات غير الموجودة في النص الأصلي إلى الجملة، أو بعض المقاطع أو الأحرف إلى الكلمة المقروءة فمثلاً كلمة ( سافرت بالطائرة ) قد يقرأها ( سافرت بالطائرة إلى أمريكا ).
3. إبدال بعض الكلمات بأخرى قد تحمل بعضاً من معناها، فمثلاً قد يقرأ كلمة (العالية) بدلاً من ( المرتفعة ) أو ( الطلاب ) بدلاً من ( التلاميذ ) أو أن يقرأ (حسام ولد شجاع ) وهكذا.
4. إعادة بعض الكلمات أكثر من مرة بدون أي مبرر فمثلاً قد يقرأ ( غسلت الأم الثياب ) فيقول: (غسلت الأم … غسلت الأم الثياب)
5. قلب الأحرف وتبديلها، وهي من أهم الأخطاء الشائعة في صعوبات القراءة حيث يقرأ الطالب الكلمات أو المقاطع معكوسة، وكأنه يراها في المرآة: فقد يقرأ كلمة ( برد ) فيقول ( درب ) ويقرأ كلمة ( رز ) فيقول ( زر ) وأحياناً يخطئ في ترتيب أحرف الكلمة ، فقد يقرا كلمة ( الفت ) فيقول ( فتل ) وهكذا .
6. ضعف في التمييز بين الأحرف المتشابهة رسماً، والمختلفة لفظاً مثل( ع و غ ) أو (ج و ح و خ) أو ( ب و ت و ث و ن ) أو ( س وش ) وهكذا.
7. ضعف في التمييز بين الأحرف المتشابهة لفظاً والمختلفة رسماً مثل : ( ك و ق ) أو (ت و د و ظ ض ) أو ( س و ز ) وهكذا ، وهذا الضعف في تميز الأحرف ينعكس بطبيعة الحال على قراءته للكلمات أو الجمل التي تتضمن مثل هذه الأحرف ، فهو قد يقرأ ( توت ) فيقول ( دود ) مثلاً وهكذا.
8. ضعف في التمييز بين أحرف العلة فقد يقرأ كلمة ( فول ) فيقول ( فيل )
9. صعوبة في تتبع مكان الوصول في القراءة وازدياد حيرته، وارتباكه عند الانتقال من نهاية السطر إلى بداية السطر الذي يليه أثناء القراءة.
10. قراءة الجملة بطريقة سريعة وغير واضحة.
11. قراءة الجملة بطريقة بطيئة كلمة/كلمة.

و يمكن إجمال أشكال صعوبات تعلم القراءة في أحد عشر نمطاً لصعوبات تعلم القراءة كما يلي:
1. صعوبة تمييز الكلمات البصرية .
2. صعوبة تسمية الحروف .
3. صعوبة الربط بين الحرف وصوته.
4. صعوبة التوصيل بين الحروف والكلمات .
5. صعوبة تحليل الكلمات الجديدة .
6. صعوبة القدرة على دمج الوحدات الصوتية للكلمة .
7. صعوبة نطق الوحدات الصوتية.
8. صعوبة التمييز السمعي.
9. صعوبة نطق المقاطع الصوتية للكلمات الغير ذات معنى  .
10. صعوبة تتبع سلاسل الحروف من اليمين إلى اليسار.
11. صعوبة الغلق باستخدام مؤشرات السياق.(السيد،2003)

.

## وصلات داخلية
- قراءة